# Guadalcanalglasögonfågel
Guadalcanalglasögonfågel (Zosterops oblitus) är en nyligen urskild fågelart i familjen glasögonfåglar inom ordningen tättingar.

## Utseende och läte
Guadalcanalglasögonfågeln är en liten tätting. Den är mestadels olivgrön ovan, med gult under stjärten. På buk, bröst och strupe är den grå. I ansiktet saknas den för släktet ofta karakteristiska vita ringen kring ögat, "glasögonen". Istället syns en suddig svart fläck framför ögat. Bland lätena hörs ljudliga men mjuka "peeeu" och ljusa "peep-peep" under födosök.

## Utbredning och systematik
Guadalcanalglasögonfågeln förekommer enbart på ön Guadalcanal i Salomonöarna. Den behandlas traditionellt som underart till Zosterops rendovae, men urskiljs sedan 2021 som egen art av International Ornithological Congress (IOC).

## Levnadssätt
Guadalcanalglasögonfågel hittas i skogar och skogsbryn på mellan 500 och 2000 meters höjd.

## Status
Internationella naturvårdsunionen IUCN erkänner den ännu inte som god art, varför dess hotstatus inte bedömts.